# 联合互联网
联合互联网股份公司（德語：United Internet AG）是一家全球性的互联网服务供应商，总部设于德国莱茵兰-普法尔茨州的蒙塔鲍尔。该公司的结构分为接入和应用两个业务领域，共有13个品牌和众多子公司。它是三个主要电子邮件供应商（GMX、Web.de和Mail.com）的母公司，并依托1&1品牌和291万个DSL用户合同而成为德国领先的ISP。其主机托管和雲端運算业务则由子公司1&1伊奥诺斯运营。
自2013年起，联合互联网在TecDAX挂牌上市。截至2018年8月，该公司已活跃于奥地利、加拿大、法国、德国、意大利、墨西哥、波兰、西班牙、英国、瑞士、捷克和美国等多个国家。它是通过数个互联网交换中心（德国商用互联网交换中心、沃达丰慕尼黑交换中心、阿姆斯特丹互联网交换中心、伦敦互联网交换中心）的计算机集群来运行自己的互联网主干。